# Heriberto
Heriberto (també conegut com a Poblado de Heriberto) és una entitat de població de l'Uruguai, ubicada al nord-est del departament de Tacuarembó. Limita al nord amb Rivera.
Es troba a 85 metres sobre el nivell del mar. Té una població aproximada de 789 habitants.